# Secretaria da Educação do Estado da Bahia
| Secretaria da Educação do Estado da Bahia                                             |                                 |
| Quinta Avenida, 550 – CAB Sussuarana – Salvador, Bahia http://www.educacao.ba.gov.br/ |                                 |
| Criação                                                                               | 16 de agosto de 1895 (129 anos) |
| Sede da Secretaria da Educação do Estado da Bahia                                     |                                 |
| Atual secretário                                                                      | Rowenna Brito                   |
| Orçamento                                                                             | R$ 11,233,895,851 (2023)        |

A Secretaria da Educação do Estado da Bahia (SEC) é uma das 23 secretarias subordinadas ao Governo do Estado da Bahia. É o órgão responsável pela manutenção financeira e pela elaboração de diretrizes administrativas e pedagógicas de diversas escolas públicas de ensino fundamental, médio e/ou técnico localizadas em Salvador e demais municípios do interior da Bahia, além de manter financeiramente também as quatro universidades estaduais (UNEB, UEFS, UESC e UESB).
A SEC possui 27 Núcleos Territoriais de Educação (NTE) distribuídos por Salvador e interior do Estado.
As quatro universidades estaduais fazem parte da administração estadual indireta vinculada à SEC, bem como o Instituto Anísio Teixeira (IAT) e o Instituto de Radiodifusão Educativa da Bahia (IRDEB).